# Brian Kendrick
Brian David Kendrick (Fairfax, 29 de maio de 1979) é um lutador americano de luta livre profissional que atualmente trabalha para a WWE no programa 205 Live com o nome de ringue Brian Kendrick.

## Carreira
Em 1999, com 20 anos, Kendrick começara sua carreira profissional no wrestling, lutando para a Texas Wrestling Academy, uma academia de por Shawn Michaels, onde lutou com o ring name Spanky. A sua primeira luta profissional foi contra American Dragon, na qual os dois foram desclassificados após 12 minutos de luta.
Em fevereiro de 2000, Kendrick vai para a MCW, que na época era um dos territórios de treinamento da WWF, antecessora da WWE. No dia 22 de setembro, Kendrick conquista o seu primeiro título, o MCW Southern Light Heavyweight Championship. Ironicamente, conquista em 1 de dezembro o MCW Southern Tag Team Championship, ao lado de Brian Danielson.
Em 23 de fevereiro de 2002, Brian Kendrick conquista o Ring of Honor. Após muitos outros títulos, ele se transfere para a WWE.
No final de 2002. Nessa passagem, não conquistou nenhum título. Em 13 de janeiro de 2004, teve seu contrato com a WWE finalizado. Lutando em circuitos independentes, Kendrick foi várias vezes campeão. Em julho de 2005, voltou a WWE.
Na WWE, foi campeão de duplas duas vezes, ambas com Paul London, tendo conquistado pela última vez em 15 de Junho e perdido em 3 de Setembro para Lance Cade e Trevor Murdoch.
Ficou um ano no Raw, até ser transferido, no draft de 2008 para o SmackDown, acabando a sua parceria com Paul London.
Na edição da SmackDown de 18 de Julho de 2008, muda o seu ring name para The Brian Kendrick, sendo também renomeado o seu finisher para "The Ass-kicker".
No WWE Draft de 2009, Kendrick foi transferido para a RAW. Porém, em 30 de julho de 2009, a WWE rescindiu seu contrato.
Kendrick assinou com a Dragon Gate USA em 6 de agosto de 2009.Em 28 de Agosto ele fez sua volta a Pro Wrestling Guerrilha (Mesma Federação onde se encontra seu antigo parceiro de time Paul London) no evento Speed Of Sound onde derrotou Bryan Danielson.

### TNA (2010-2013)
Brian Kendrick Assina com a Total Nonstop Action (TNA), fazendo seu debut no TNA Genesis, contra Amazing Red, pelo X Division title, perdendo. Em suas primeiras aparições, Brian usava uma attire e gimmick similares à de The Brian Kendrick, usada anteriormente quando na WWE. Tempos depois, teve um face turn e uma feud com Douglas Williams, que durou partidas no Slammiversary e no Victory Road, ambas perdendo. Depois de um tempo parado, com o fim da feud, entra para a stable EV 2.0, e competiu em um partida ao lado de Rhino, Sabu e Tommy Dreamer, contra a stable Fortune, onde eliminou Kazarian mas foi desqualificado da partida por ataque ao referee. Na edição seguinte do iMPACT, num ataque da Fortune à EV2.0, Brian veio para ajudar Dreamer que estava sendo atacado, e desafiou qualquer membro da Fortune para uma partida. Matt Morgan aceitou, e Kendrick o venceu.

## No wrestling
- Finishers
  - The Kendrick / Sliced Bread #2 (Shiranui)
  - Captain's Hook (Bridging reverse chinlock)
  - Cobra Clutch com bodyscissors
- Golpes normais
  - Cyclone DDT
  - Diving double foot stomp
  - Dr. Smoothe's Secret Recipe
  - Dr. Teeth
  - Electric Mayhem
  - Flying forearm
  - Hurricanrana
  - Dropkick
  - Left Turn At Albuquerque
  - Leg lariat
  - Running dropkick
  - Springboard back elbow
  - Suicide dive
  - Superkick
  - Whirling Twirlixer
- Managers e valets
  - Ashley
  - Ezekiel

### Músicas de entrada
- Rocker (Remix) por Jim A. Johnston
- Man With a Plan por Chapel of Rock

## Títulos e prêmios
- Full Impact Pro

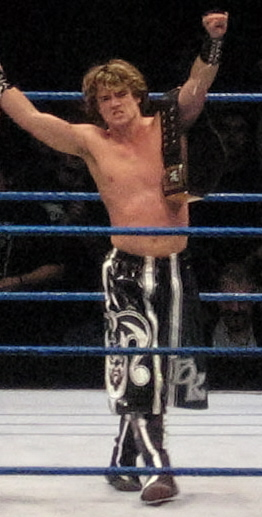
Kendrick enquanto Campeão Mundial de Duplas com Paul London.

  - FIP Tag Team Championship (1 vez) – com Sal Rinauro
  - Florida Rumble (2004)
- Memphis Championship Wrestling
  - MCW Southern Light Heavyweight Championship (3 vezes)
  - MCW Southern Tag Team Championship (1 vez)
- Pro Wrestling Illustrated
  - PWI Tag Team of the Year (2007) - com Paul London
  - O PWI o colocou em #43 dos 500 lutadores de 2003
- Pro Wrestling Zero-One / Pro Wrestling Zero1-Max
  - NWA International Lightweight Tag Team Championship (2 vezes) - com Low Ki (1) e Kaz Hayashi (1)
  - NWA/UPW/ZERO-ONE International Junior Heavyweight Championship (1 vez)
  - ZERO1-MAX United States Openweight Championship (1 vez)
- Texas Wrestling Aliance
  - TWA Television Championship (1 vez)
  - TWA Tag Team Championship (1 vez) - com American Dragon
- Total Nonstop Action Wrestling
  - TNA X Division Championship (1 vez)
- World Wrestling Entertainment
  - WWE Tag Team Championship (1 vez) - com Paul London
  - World Tag Team Championship (1 vez) - com Paul London
  - WWE Cruiserweight Championship (1 vez)